# Quistinic
Quistinic (bret.: Kistinid) ist eine französische Gemeinde mit 1.423 Einwohnern (Stand: 1. Januar 2022) im Département Morbihan in der Region Bretagne. Sie gehört zum Arrondissement Lorient und zum Kanton Guidel.

## Geographie
Quistinic liegt im Binnenland des Départements Morbihan. Im Süden und Osten bildet der Fluss Blavet die Gemeindegrenze, im Norden mündet der Brûlé in den Blavet. Die Kleinstadt Pontivy ist rund 22 Kilometer in nordöstlicher Richtung entfernt, die Stadt Lorient liegt etwa 25 Kilometer südlich.

## Geschichte
Der Ort ist seit dem Mittelalter bewohnt. Historisch ist Quistinic ein Teil der bretonischen Region Pays Vannetais (Bretonisch: Bro Gwened). Nach der Französischen Revolution war es Kampfgebiet zwischen Republikanischen Truppen und den Chouans. Politisch wurde Quistinic 1790 eine Gemeinde. Von 1793 gehörte Quistinic zum Kanton Bubry und zum Distrikt Hennebont. Ab 1801 war es Teil des Arrondissements Lorient und von 1801 bis 2015 eine Gemeinde im Kanton Plouay. Im Juli 1944 war Quistinic Stätte einer Verfolgungsaktion der Deutschen Feldgendarmen gegen den Maquis. Insgesamt kamen 24 Widerstandskämpfer oder Helfer, darunter drei Polizisten und vier Frauen, ums Leben.

## Bevölkerungsentwicklung
Zwischen und 1793 und 1821 sank die Einwohnerzahl. Danach stieg sie bis 1851 stark an. Es folgte eine zweite Abwanderungswelle bis 1872. Zwischen 1872 und 1931 kam es zu einem bedeutenden Bevölkerungswachstum (1872–1931: +16 %). Danach setzte die Landflucht in die nahen Städte Auray und Vannes ein. Bis zum Tiefpunkt im Jahr 1999 verlor Quistinic die Hälfte seiner Bewohner.
| Jahr      | 1962 | 1968 | 1975 | 1982 | 1990 | 1999 | 2006 | 2012 | 2019 |
| Einwohner | 2072 | 1901 | 1608 | 1517 | 1412 | 1312 | 1315 | 1419 | 1416 |

## Sehenswürdigkeiten
- Kirche Saint-Pierre
- Schloss La Villeneuve-Jacquelot (erbaut um 1530)
- Kapelle Saint-Mathurin aus dem 18. Jahrhundert, mit Kalvarienberg
- Kapelle Locmaria (1488–1574)
- Kreuz von Coët-Organ (17. Jahrhundert)
- Brotofen in Locmaria aus dem 18. Jahrhundert
- Herrenhaus von Kerguenal
- Herrenhaus von Kerrarec aus dem 15. Jahrhundert
- Öffentliches Waschhaus (Lavoir) Saint-Pierre
- Weiler Poul-Fétan mit sieben strohgedeckten Häusern aus dem 16. und 17. Jahrhundert
- Kapelle Notre-Dame-du-Cloître aus dem Jahre 1638
- Fünfzehn Kalvarienberge, sechs Kapellen und eine Mühle in Talnay

Quelle:

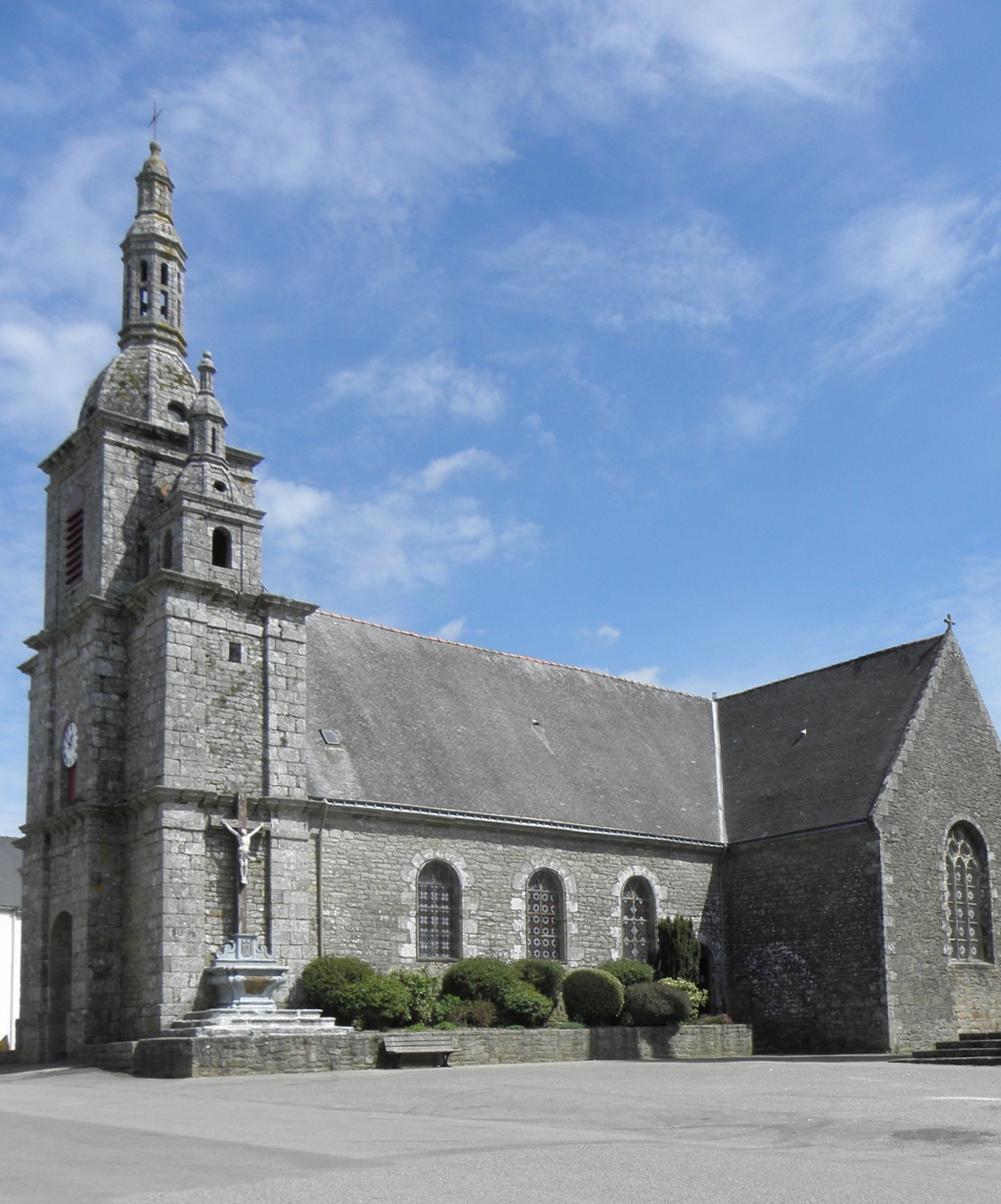
Kirche Saint-Pierre
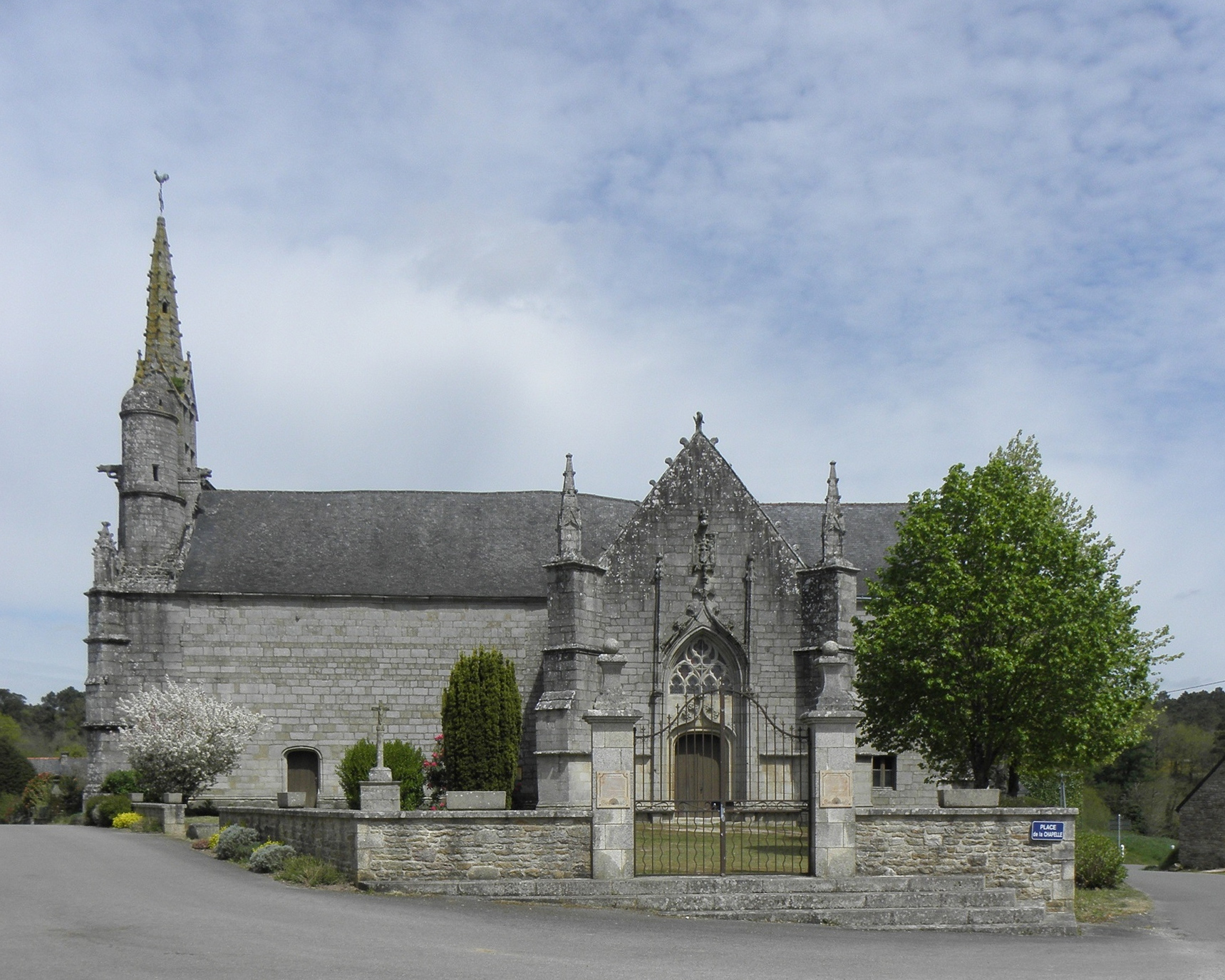
Kapelle Locmaria
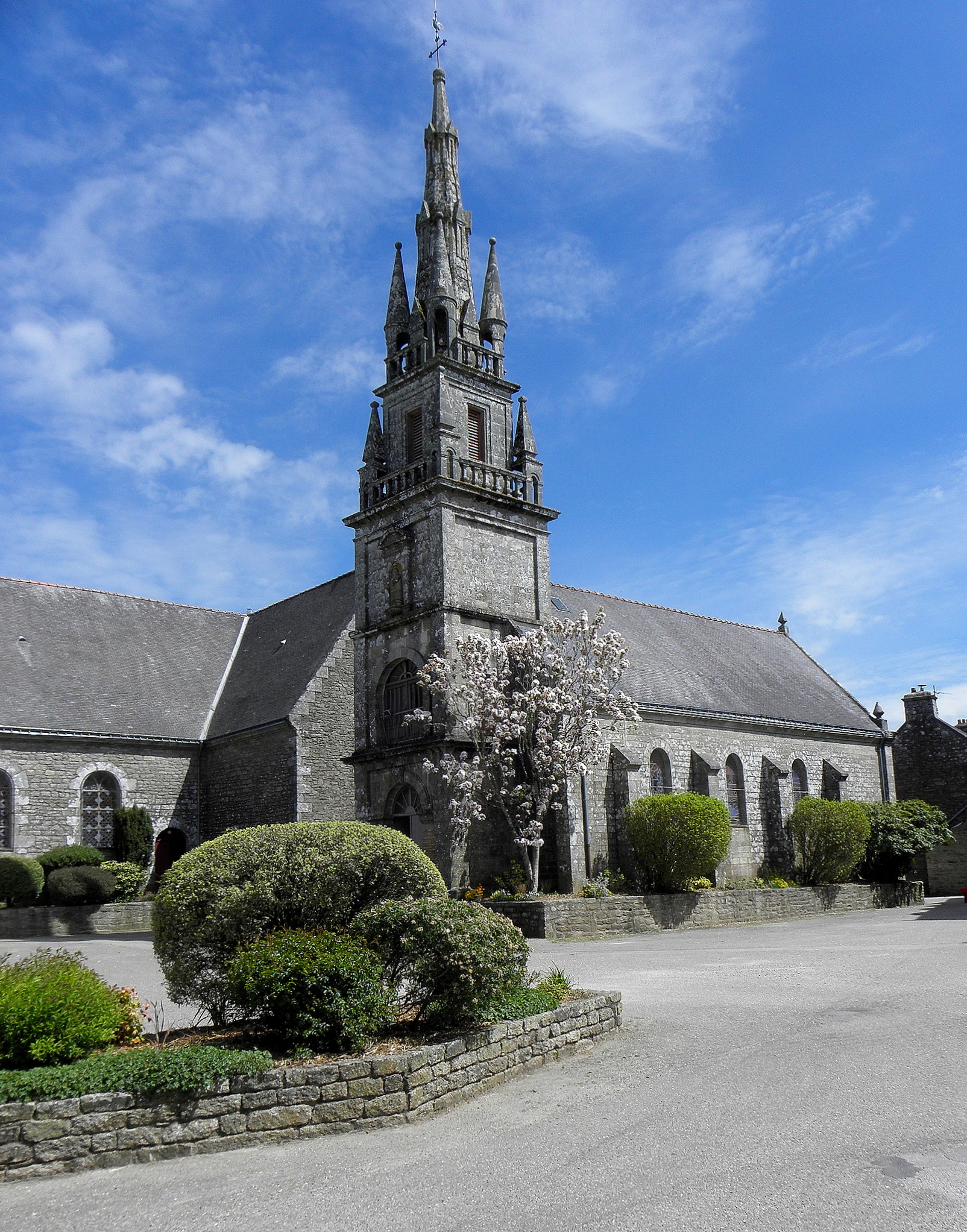
Kapelle Saint-Mathurin
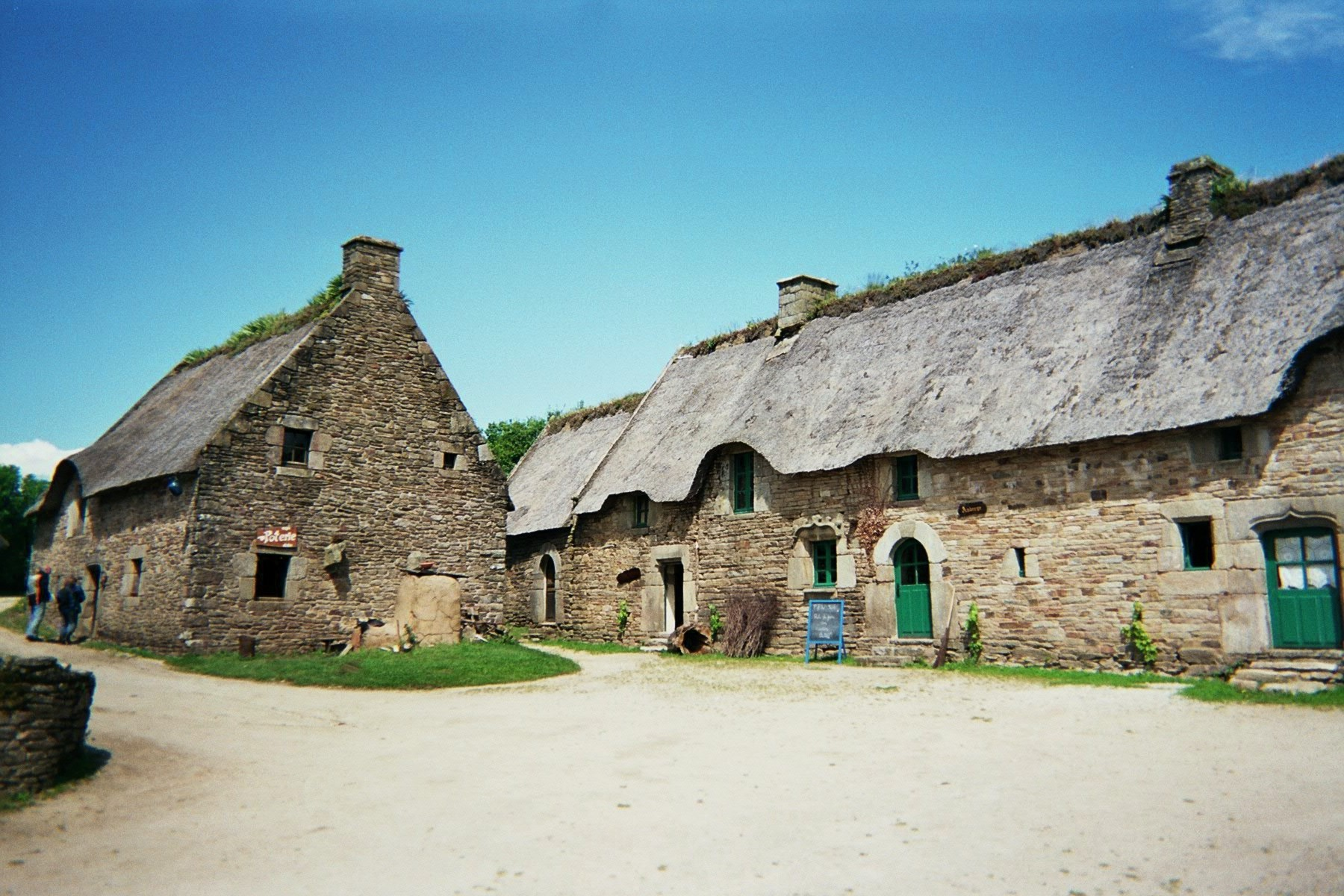
Der Weiler Poul-Fétan